# Penguin Point (udde i Antarktis, lat -67,65, long 146,20)
Penguin Point är en udde i Antarktis. Den ligger i Östantarktis. Australien gör anspråk på området.
Terrängen inåt land är varierad. Havet är nära Penguin Point åt nordost. Trakten är obefolkad. Det finns inga samhällen i närheten.